# Rothenburg (Oberlausitz)
Rothenburg é uma cidade da Alemanha localizada no distrito de Görlitz, região administrativa de Dresden, estado da Saxônia.
Pertence ao Verwaltungsgemeinschaft de Rothenburg/Oberlausitz.